# Осинцевское сельское поселение
Осинцевское сельское поселение — муниципальное образование в составе Кишертского района Пермского края Российской Федерации.
Административный центр — село Осинцево.

## Экономико-географическое положение
Осинцевское сельское поселение входит в состав Кишертского муниципального района и расположено в его юго-восточной части. Граничит с востока с Шалинским районом Свердловской области, с юга — с Суксунским районом, с запада — Андреевским сельским поселенем, с севера — с Кордонским сельским поселением Кишертского муниципального района Пермского края.
Площадь территории сельского поселения составляет 497 170 га, что составляет 34,5 % от площади Кишертского муниципального района.
Центром Осинцевского сельского поселения является село Осинцево, которое расположено в 160 км от г. Перми, по географическим координатам — 57°(градусов) 211 (минута) северной широты, 57°121 — восточной долготы.
Климат континентальный. Годовая сумма осадков колеблется от 300 до 600 миллиметров. Температура воздуха в январе — −15,7°С, в июле — +18,2°С. Высота снежного покрова в среднем 35-40 сантиметров. Выпадение осадков виде снега продолжается в среднем 160—165 дней.
Природа богата и разнообразна. Из деревьев преобладает сибирская ель, пихта, сосна, берёза, осина, липа. Реже встречаются клён, дуб, лиственница. Совсем редок кедр. Распространены черёмуха, рябина. Из кустарников обычными являются можжевельник, малина, шиповник. Климат позволяет населению успешно выращивать в садах и огородах картофель, капусту, огурцы, помидоры, яблоки, вишню, смородину и клубнику.
На территории поселения протекает река Сылва, Лёк, а также мелкие Бырма и Мечинка, имеются естественные мелкие озёра и несколько прудов.
В зону затопления по многолетним наблюдениям при весеннем паводке население Осинцевского сельского поселения не попадает.
На территории поселения расположены 20 населённых пунктов, в которых по состоянию на 01.01.2015 г. согласно данным похозяйственного учёта проживает 2450 постоянных жителя. Плотность населения — 4,9 человек на км².
Железнодорожного сообщения на территории поселения нет. Ближайшая железнодорожная станция Шумково находится в 17 км от села Осинцево. Шоссейные дороги связывают территорию поселения с районным и краевым центрами. Сеть дорог с твердым покрытием проложена ко всем основным населённым пунктам сельского поселения.
Современный производственный потенциал сельского поселения базируется на традиционных отраслях: сельскохозяйственном производстве, лесозаготовке и деревопереработке.

## Природные условия и ресурсы

### Климат
Осинцевское сельское поселение находится в умеренном климатическом поясе. Ведущими климатообразующими факторами, определяющими климат территории, являются: географическое положение, удалённость от океана, приход солнечной радиации, циркуляция воздушных масс, открытость территории с севера и горные отроги Урала на востоке.
Климат региона умеренно континентальный, с продолжительной холодной и довольно многоснежной зимой и сравнительно коротким умеренно тёплым летом. Основные метеорологические характеристики территории приводятся по данным метеостанции Кунгура.
Средняя температура самого холодного месяца года — 17,3º С, средняя максимальная температура самого жаркого месяца +24,8° С. Абсолютный минимум температур может достигать в январе — 51° С, абсолютный максимум в июле + 37° С.
Зима на рассматриваемой территории суровая и продолжительная со значительным снежным покровом. Устойчивые морозы наблюдаются с середины ноября до третьей декады марта. Высота снежного покрова в среднем за зиму составляет около 40 см, но в особо снежные зимы может достигать 60 см и более. Средняя продолжительность устойчивого снежного покрова 170 дней.
Смена тёплого и холодного периодов обуславливается переходом температуры воздуха через 0°. Этот переход весной происходит в начале-середине апреля, осенью в третьей декаде октября. весной, вторжения арктического воздуха повсеместно вызывают заморозки, которые прекращаются в конце мая.
Лето наступает в середине мая и продолжается до середины сентября, когда начинаются осенние заморозки.
Ветровой режим формируется под влиянием циклонов и антициклонов, образующихся над Северной Атлантикой и континентом Евразии. Согласно средним многолетним данным по метеостанции Кунгур, преобладающее значение имеют ветра южного и юго-западного направлений.
Средняя годовая скорость ветра 2,4 м/с. Скорость ветра, вероятность превышения которой в течение года составляет 5 %, равна 7 м/с. Территория поселения относится к зоне достаточного увлажнения. Среднее годовое количество осадков, по многолетним наблюдениям составляет 532 мм. В течение года распределение осадков неравномерно. Максимальный слой суточных осадков за тёплый период равен 70 мм.
Территория Осинцевского сельского поселения относится к Сылвенско-Шаквинскому агроклиматическому району, который характеризуется как благоприятный для сельскохозяйственного производства. Агроклимат территории позволяет возделывать все виды сельскохозяйственных растений, выращиваемых в Пермском крае. При этом непостоянство погодных условий по времени (частые возвраты холодов весной, заморозки в первой половине лета, град, недостаточное количество осадков в начале вегетационного периода, летние ливни) осложняют ведение сельского хозяйства на данной территории.
Значительное влияние на хозяйственное использование территории оказывают туманы, грозы, метели, гололедицы.

### Рельеф и гидрография
Территория Кишертского муниципального района расположена на границе восточной окраины Русской платформой и Предуральского прогиба. Денудационная Предуральская равнина занимает центральную и восточную части района, абсолютные отметки поверхности её колеблются в пределах от 130 до 300 м. Поверхность равнины расчленена долинами р. Сылва и её притоков.
В целом рельеф территории Осинцевского сельского поселения выровненный, местами всхолмленный. Западная и центральная части территории имеют абсолютные отметки поверхности от 156 до 230 м. Восточная часть более возвышена. Водораздельные пространства характеризуются пологохолмистым и всхолмленным рельефом с преимущественно пологими склонами, плавно переходящими в склоны речных долин. Абсолютные отметки поверхности составляют от 250 до 300 метров.
В долине р. Сылва выделяются пойма и четыре надпойменные террасы. Пойма и низшие надпойменные террасы (I—II) местами достигают ширины 2-3 км. Они распространены повсеместно и характеризуются ровной, иногда плоской заболоченной поверхностью, частично затопляемой речными паводками. Участками террасы осложнены озёрами — старицами. Высокие надпойменные террасы развиты на отдельных участках и характеризуются пологохолмистым рельефом. Долины малых рек имеют, как правило, только пойму и низшие надпойменные террасы.
Гидрографическую сеть территории Осинцевского сельского поселения составляют реки Сылва, Лёк, Бырма, Молёбка и их более мелкие притоки. Все реки в соответствии с классификацией по водному режиму и площади водосбора относятся к категории средних и малых водотоков. По гидрологическому районированию реки Кишертского района относятся к Нижнесылвенскому округу, который включает почти весь бассейн р. Сылва. Главная покатость округа на север — к Чусовой. Рельеф округа возвышенно-холмистый. Залесенность округа невелика. Широкое развитие получили карстовые явления, влияющие на режим рек. Зимой реки иногда перемерзают, летом часто пересыхают или сильно мелеют. Воды жёсткие, не всегда пригодные для питьевого водоснабжения.
Наиболее крупная река, протекающая в юго-восточной части рассматриваемой территории, — р. Сылва, левобережный приток р.Чусовой. Река Сылва берёт начало в районе крайней западной гряды Среднего Урала и впадает в р. Чусовую. Общая длина реки 493 км, площадь водосбора 19 700 км², средняя высота водосбора — 227 м.
Русло реки весьма извилистое, песчано-галечное, с большим количеством крутых поворотов, излучин, заломов. Берега крутые, высотой до 6-8 метров, местами обрывистые, подмываемые. Ширина реки достигает 70-110 метров, глубина на перекатах до 1 метра, на плесах до 2-3-х метров. Скорость течения в межень — 0,6 м. Уклон водной поверхности — 0,00026.
Основные притоки р. Сылва на данной территории — р. Лёк и р. Молёбка. Устье реки Лёк находится в 89 км по правому берегу реки Сылва. Длина реки составляет 53 км. Площадь водосбора 396 км².
По характеру водного режима водотоки территории относятся к типу рек с чётко выраженным весенним половодьем, летне-осенней меженью, прерываемой дождевыми паводками, и длительной, устойчивой зимней меженью. Большое влияние на речной сток в характеризуемом районе оказывает карст. Реки карстовых районов характеризуются пониженным стоком (в долях от годового) в апреле-мае, а в остальное время года объёмы общего стока больше по сравнению со стоком рек некарстовых районов. В питании рек преимущественное значение имеют талые воды, доля которых в годовом стоке составляет 50-60. Второе место в питании рек занимают подземные воды — до 25-30 %, дождевые осадки занимают 15-20 %.
Весеннее половодье, как правило, начинается в середине апреля. Подъём уровней происходит за 7-10 дней, понижение продолжается от 20 до 50 дней. Превышение наивысших уровней воды над предвесенними составляют на р. Сылва 5-6 м.
Согласно данным инвентаризации гидротехнических сооружений, проведенной на территории Кишертского муниципального района в 2005 году сотрудниками ФГУП «Пермгипроводхоз», в Осинцевском сельском поселении зарегистрировано 7 прудов. Большая часть прудов построена в 80-90 гг XX века. Самый крупный пруд в с. Молёбка построен ещё до 1917 года. В настоящее время пруд имеет объём 0,450 млн м3, площадь при НПУ — 30 га и глубину 1,5 м. Остальные пруды имеют объёмы до 60 тыс. м3.

## История
В Осинцевской волости в 1905 г. значилось 74 селения, 1342 двора; население 3620 мужчин и 3728 женщин. В переписи за 1908 г. в Осинцевском обществе имеется церковь, земская школа, народная библиотека, волостное правление, земский становой, фельдшерский пункт. Были мельницы в Осинцево, Евдокино, и Бырме. Крестьяне зорко следили за состоянием мельничных прудов и плотин. По пятницам в селе Осинцево бывал еженедельный базар, а настоящие торжки (ярмарки), проходили 29 июня, 8 сентября 25 ноября.
Издавна местные жители занимались земледелием, скотоводством и огородничеством. Подсобными промыслами были рыбалка, охота, гончарное и плотницкое дело, пчеловодство и другие. Возле села, местные жители добывали железную руду, которую переплавляли кустарным способом, употребляя изделия для домашних нужд. Позднее добываемая железная руда продавалась Молёбскому заводу.
В 1899 году был основан маслобойный завод Ф. И. Щербакова (позднее — механическо-маслобойный завод). В 1919 году завод сгорел, но в 1923 году его восстановили, тогда же он перешёл в ведение маслобойной артели, организованной в том же году.
В июле 1918 года. в Кишертской волости Кунгурского уезда вспыхнуло восстание крестьян, направленное против произвола представителей советской власти. К восставшим присоединились повстанцы из Осинцево. Они пытались овладеть железнодорожными станциями, чтобы прервать железнодорожное сообщение, но потерпели поражение.
В 1924 году Осинцевская волость переименована в Осинцевский сельский совет. В 1929 году г. в селе организована сельхозартель «Красный Октябрь». В феврале 1942 года проведено самообложение на строительство электростанции на месте маслобойного завода, организованы массовые воскресники с вовлечением рабочих, служащих, эвакуированных и колхозников. С декабря 1933 года по 1958 год работала Осинцевская МТС. В 1941 г. неполная средняя школа преобразована в Осинцевскую среднюю школу. В годы Великой Отечественной войны существовал интернат для эвакуированных детей из Ленинграда. В 1940—1960-х гг. в Осинцево находился детский дом (первоначально — детский Дом ребёнка).
3 июля 1964 года. образована сельхозартель им. Ленина, в дальнейшем, колхоз имени Ленина, самое крупное хозяйство в районе.
Осинцевское сельское поселение образовано в 2006 г. в результате слияния Осинцевского, Пашёвского и Молёбского.
Территория сельского поселения в административных границах составляет — 497 170 га. На территории сельского поселения расположено 20 населённых пунктов:
Законом Пермского края от 6 мая 2013 года № 196-ПК, Мечинское и Осинцевское сельские поселения преобразованы путём их объединения во вновь образованное муниципальное образование Осинцевское сельское поселение с административным центром в селе Осинцево.

## Население
Данные Росстата
| 2000  | 2004  | 2008  | 2009  | 2010  | 2011  | 2012  |
| ----- | ----- | ----- | ----- | ----- | ----- | ----- |
| 2273  | ↘2011 | ↘2006 | ↘1904 | ↘1625 | ↘1621 | ↘1569 |
| 2013  | 2014  | 2015  | 2016  | 2017  | 2018  | 2019  |
| ↘1529 | ↗2116 | ↘2076 | ↘2049 | ↘1998 | ↘1984 | ↘1959 |
| 2020  |       |       |       |       |       |       |
| ↘1892 |       |       |       |       |       |       |

В Осинцевской волости в 1905 г. значилось 74 селения, 1342 двора; население 3620 мужчин и 3728 женщин.
По итогам переписи населения 2002 года население всех сельских советов, которые вошли в состав Осинцевского сельского поселения составило 2815 человек (1304 муж., 1511 жен.)
По результатам переписи населения 2010 года в Осинцевском сельском поселении проживало 1625 человек (772 муж., 853 жен.), в Мечинском - 632 человека (297 муж., 335 жен.) 
Данные похозяйственного учёта.
| Численность населения | Численность населения | Численность населения | Численность населения | Численность населения | Численность населения |
| 2000                  | 2004                  | 2008                  | 2012                  | 2014                  | 2015                  |
| --------------------- | --------------------- | --------------------- | --------------------- | --------------------- | --------------------- |
| 3115                  | ↘2758                 | ↘2657                 | ↘2592                 | ↘2513                 | ↘2450                 |

- дети до года — 40 чел.
- от 1 до 6 лет — 161 чел.
- от 7 до 17 лет — 266 чел.
- 18 лет — 24 чел.
- трудоспособное -
  - в том числе работающее — 1351 чел.
- старше трудоспособного — 608 чел.

Численность населения по Осинцевскому сельскому поселению на 01.01.2015
| Населённый пункт        | В возрасте до 1 года | 1-6 лет | 7-17 лет | 18 летние | Трудоспособное население | Старше трудоспособного | Всего | Число хозяйств |
| ----------------------- | -------------------- | ------- | -------- | --------- | ------------------------ | ---------------------- | ----- | -------------- |
| с. Осинцево             | 10                   | 40      | 84       | 6         | 429                      | 192                    | 761   | 235            |
| д. Бырма                | 2                    | 12      | 24       | 4         | 100                      | 45                     | 187   | 68             |
| д. Паруново             | 3                    | 18      | 30       | 1         | 77                       | 24                     | 153   | 41             |
| д. Бражата              | 1                    | 2       | -        | -         | 6                        | 4                      | 13    | 6              |
| д. Савята               | 1                    | 7       | 7        | 1         | 27                       | 14                     | 57    | 32             |
| д. Лебедята             | -                    | -       | -        | -         | 2                        | 5                      | 7     | 5              |
| д. Евдокино             | 1                    | 1       | 5        | -         | 16                       | 9                      | 32    | 10             |
| д. Гари                 | 4                    | 5       | 17       | -         | 72                       | 39                     | 137   | 42             |
| д. Кошелёво             | -                    | 2       | 2        | -         | 8                        | 4                      | 16    | 5              |
| д. Шамарята             | -                    | -       | -        | -         | -                        | 1                      | 1     | 1              |
| д. Пашёво               | 3                    | 5       | 11       | 1         | 56                       | 19                     | 95    | 27             |
| д. Боровчата            | -                    | -       | 2        | 2         | 9                        | 3                      | 16    | 6              |
| д. Бурылово             | -                    | -       | -        | -         | 6                        | 4                      | 10    | 5              |
| с. Молёбка              | 4                    | 19      | 17       | 2         | 178                      | 88                     | 308   | 220            |
| с. Меча                 | 9                    | 38      | 52       | 4         | 236                      | 90                     | 429   | 159            |
| д. Верхняя Меча         | -                    | -       | -        | -         | -                        | -                      | -     | -              |
| д. Занино               | -                    | 2       | 2        | -         | 19                       | 15                     | 38    | 15             |
| д. Красный Яр           | -                    | 1       | 1        | -         | 25                       | 10                     | 37    | 14             |
| дом отдыха «Красный Яр» | 2                    | 9       | 12       | 3         | 76                       | 37                     | 139   | 58             |
| д. Лопаиха              | -                    | -       | -        | -         | 9                        | 5                      | 14    | 9              |
| ИТОГО                   | 40                   | 161     | 266      | 24        | 1351                     | 608                    | 2450  | 951            |

## Состав сельского поселения
В состав сельского поселения входят 20 населённых пунктов:
| №  | Населённый пункт        | Тип населённого пункта       | Население |
| -- | ----------------------- | ---------------------------- | --------- |
| 1  | Боровчата               | деревня                      | →16       |
| 2  | Бражата                 | деревня                      | ↘11       |
| 3  | Бурылово                | деревня                      | ↘9        |
| 4  | Бырма                   | деревня                      | ↗196      |
| 5  | Верхняя Меча            | деревня                      | →0        |
| 6  | Гари                    | деревня                      | ↗138      |
| 7  | Дом отдыха «Красный Яр» | дом отдыха                   | ↗146      |
| 8  | Евдокино                | деревня                      | ↘31       |
| 9  | Занино                  | деревня                      | ↘37       |
| 10 | Кошелево                | деревня                      | ↗17       |
| 11 | Красный Яр              | деревня                      | ↗42       |
| 12 | Лебедята                | деревня                      | ↘6        |
| 13 | Лопаиха                 | деревня                      | ↘13       |
| 14 | Меча                    | село                         | →429      |
| 15 | Молёбка                 | село                         | ↗314      |
| 16 | Осинцево                | село, административный центр | ↗786      |
| 17 | Паруново                | деревня                      | ↗156      |
| 18 | Пашёво                  | деревня                      | ↗98       |
| 19 | Савята                  | деревня                      | ↘52       |
| 20 | Шамарята                | деревня                      | →1        |

Распределение населения сельского поселения
 Осинцево (31,06 %) Меча (17,51 %) Молёбка (12,57 %) Бырма (7,63 %) Паруново (6,24 %) Остальные (24,99 %)
24 марта 1987 года исключен из учётных данных населенный пункт участок Скотобазы
7 апреля 2008 года снята с учёта деревня Лягушино и деревня Раево Мечинского сельского поселения.

## Местное самоуправление
Глава Осинцевского сельского поселения с 21 октября 2014 года Сахно Татьяна Николаевна. Кузнецов Александр Иванович, проработав год, вышел на заслуженный отдых.. С 2008 по 2013 год главой сельского поселения являлся Брылунов Сергей Харитонович.. С 22 февраля 2005 года по январь 2006 года главой Осинцевского сельсовета был Устюгов Григорий Григорьевич.. В 2006 году было образовано Осинцевское сельское поселение, главой сельского поселения стал Устюгов Григорий Гргорьевич, проработал до 2008 года. В Совет депутатов Осинцевского сельского поселения входит 9 депутатов..
Глава сельского поселения
1) на первый срок его полномочий избирается Советом депутатов нового муниципального образования из своего состава при тайном голосовании сроком на пять лет. Глава нового муниципального образования одновременно исполняет полномочия председателя Совета депутатов и главы администрации нового муниципального образования;
2) до принятия устава нового муниципального образования в пределах полномочий, установленных пунктом 1 части 2 настоящей статьи:
а) представляет новое муниципальное образование и администрацию нового муниципального образования в отношениях с органами местного самоуправления других муниципальных образований, органами государственной власти, гражданами и организациями, без доверенности действует от имени нового муниципального образования;
б) подписывает и опубликовывает (обнародует) муниципальные правовые акты Совета депутатов нового муниципального образования;
в) издает в пределах своих полномочий правовые акты;
г) вправе требовать созыва внеочередного заседания Совета депутатов нового муниципального образования;
д) обеспечивает осуществление органами местного самоуправления нового муниципального образования полномочий по решению вопросов местного значения и отдельных государственных полномочий, переданных органам местного самоуправления федеральными законами и законами Пермского края;
е) осуществляет иные полномочия, определённые федеральными законами, законами Пермского края, уставами Мечинского сельского поселения и Осинцевского сельского поселения.
3. Выборы депутатов Совета депутатов первого созыва проводятся по мажоритарной системе относительного большинства с образованием многомандатных избирательных округов.
Совет депутатов нового муниципального образования первого созыва избирается сроком на пять лет и состоит из 10 депутатов.
Организация и проведение выборов депутатов Совета депутатов нового муниципального образования первого созыва осуществляются в соответствии с Пермского края от 09.11.2009 N 525-ПК «О выборах депутатов представительных органов муниципальных образований в Пермском крае», а в части, им не урегулированной, - в порядке, устанавливаемом действующим законодательством.
4. Выборы депутатов Совета депутатов нового муниципального образования проводятся в сроки, установленные законодательством, назначаются, организуются и проводятся избирательной комиссией нового муниципального образования, сформированной избирательной комиссией Пермского края. Полномочия избирательной комиссии нового муниципального образования могут возлагаться на территориальную избирательную комиссию Кишертского муниципального района в соответствии с Федеральным законом от 12.06.2002 N 67-ФЗ «Об основных гарантиях избирательных прав и права на участие в референдуме граждан Российской Федерации».
5. Предусмотренные настоящим Законом сроки полномочий устанавливаются для Совета депутатов нового муниципального образования первого созыва и первого главы нового муниципального образования.
В последующем сроки полномочий Совета депутатов нового муниципального образования и главы нового муниципального образования определяются уставом нового муниципального образования.

## Современное состояние территории

### Объекты потребительского рынка
Всего на территории поселения расположено 16 продовольственных магазинов, 1 пекарня и 1 кафе-бар в с. Осинцево, с. Меча, с. Молёбка,Дом отдыха «Красный Яр» и д. Занино. В остальных населенных пунктах объектов потребительского рынка нет.
- Магазин ИП Алексеева Г. А. (с. Молёбка, с. Осинцево)
- Магазин ИП Минеева Н. К. (с. Молёбка)
- Магазин ИП Башкирцев И. Е. (с. Осинцево — 2)
- Магазин ИП Брылунова Т. М. (с. Осинцево, д. Бырма, д. Гари)
- Магазин ИП Колотилов А. Г. (с. Осинцево)
- Магазин «Меркурий» ИП Суетина Е. Ю. (с. Меча)
- Магазин ИП Лихачев (дом отдыха «Красный Яр»)
- Магазин ИП Мехрякова Е. А. (с. Меча)
- Магазин ИП Тарасюк Н. М.
- Магазин ИП Кинёва Н. М. (д. Занино)
- Магазин одежды и обуви ИП Тютюкова В. И. (с. Осинцево)
- Кафе — бар ИП Тарасюк Н. М.
- Пекарня ИП Иванов В. А. (с. Меча)

### Объекты социальной сферы
- Почтовые отделения (с. Осинцево, с. Меча, с. Молёбка)
- Отделение сбербанка (с. Осинцево)
- Фельдшерско — акушерские пункты (с. Молёбка, с. Меча)
- Амбулатория (с. Осинцево)
- ООО «Санаторий „Красный Яр“»
- Школа (с. Осинцево)
- Детский сад «Тополёк» (с. Осинцево)
- Начальная школа — детский сад (с. Меча)
- Аптечный пункт (с. Осинцево)

Учреждения культуры
В сельском поселении находится 4 библиотеки и 4 сельских клуба.
- МКУК «Осинцевский культурно-информационный центр» — 354 места, включает в себя 6 филиалов:
  - Мечинский дом творчества — 170 мест
  - Молёбский сельский клуб - 50 мест
  - Гаревской сельский клуб — 85 мест
  - Осинцевская сельская библиотека
  - Мечинская сельская библиотека — музей им. Ф. Ф. Павленкова
  - Молёбская сельская библиотека - музей
  - Пашёвская сельская библиотека им. Ф. Ф. Павленкова[4]

### Предприятия
На территории сельского поселения функционируют 3 сельскохозяйственных предприятия, находящиеся в с. Осинцево и с. Меча, 5 пилорам и 1 дом отдыха.
- СПК (колхоз) «им. Ленина» — 196 чел.
- ООО «Луч» — 41 чел.
- ООО «Сельскохозяйственное предприятие имени Ленина» — 8 человек
- ООО Санаторий «Красный Яр» — 72 чел.
- Пилорама ИП Минеева Н. К. (с. Молёбка)
- Пилорама ИП Минеев А. П. (с. Молёбка)
- Пилорама ИП Джаваров Т. М. (с. Осинцево)
- Пилорама ИП Иванов К. А. (с. Осинцево)
- Дерево-перерабатывающий цех ИП Лобаев А. В. (с. Меча)
- Пилорама ИП Заводов В. А. (д. Верхняя Меча)[4]

### Автобусное сообщение
На территории функционируют 1 рейсовый автобус из д.Пашёво, который обслуживает 5 маршрутов:
- 102 «Пашёво — Кишерть»
- 106 «Бырма — Кишерть»
- 107 «Меча — Кишерть»
- 108 «Молёбка — Кишерть»
- 112 «Осинцево - Кишерть»

## Русская православная церковь
В настоящее время в Осинцевском сельском поселении действует только одна Петропавловская церковь, в с. Молёбка есть разрушенная церковь Святой Троицы (1806).

## Люди, связанные с сельским поселением
- Алексеев Василий Михайлович (1900—1944 гг.) — советский военачальник, Герой Советского Союза.
- Бачурин Василий Иванович (1920—1944 гг.), старшина, морской десантник, Герой Советского Союза
- Матвей Назарович Нагаев (1892—1984 гг.), русский писатель, автор книги «На отрогах Урала».

## Памятники
- Памятник участнику гражданской войны П. П. Кузьминых.
- Дом Федора Ивановича Щербакова (1887 год)
- Памятник русскому инопланетянину
- Скульптурная композиция «Идолы»
- Молёбский гвоздь
- Памятник участникам гражданской войны (с. Молёбка)
- Памятники погибшим в Великой Отечественной войне (1941—1945 гг.)